# 중국햄스터
중국햄스터(Cricetulus griseus)는 비단털쥐과에 속하는 설치류의 일종이다. 중국 북부와 몽골 사막에서 발견된다.

## 애완동물
예전엔 드워프햄스터의 일종으로서 애완용으로 길러졌으나 현재는 난쟁이햄스터속의 종류들에 밀려 보기 드물게 되었다.

### 모색 개량 모프

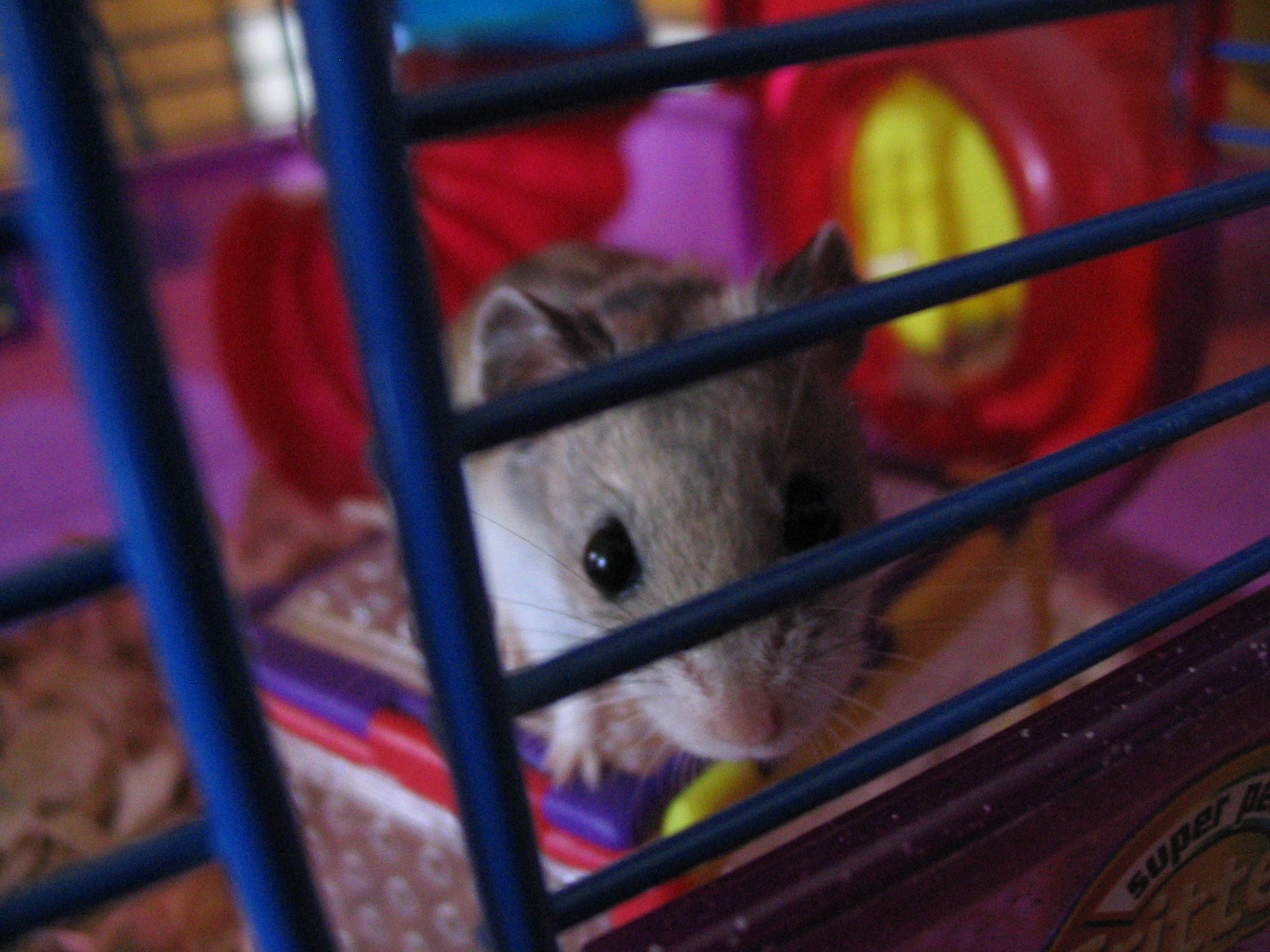
노멀
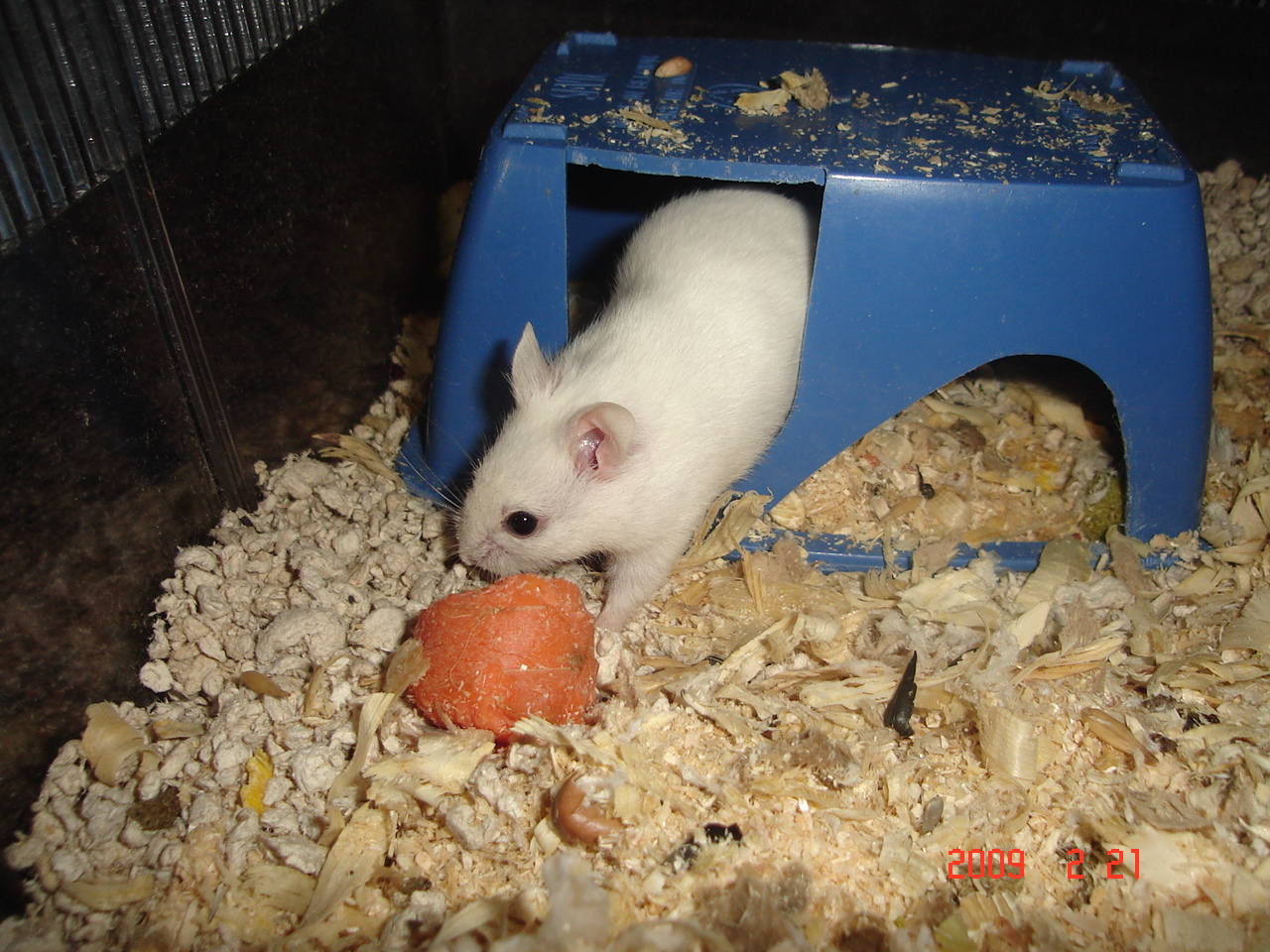
화이트
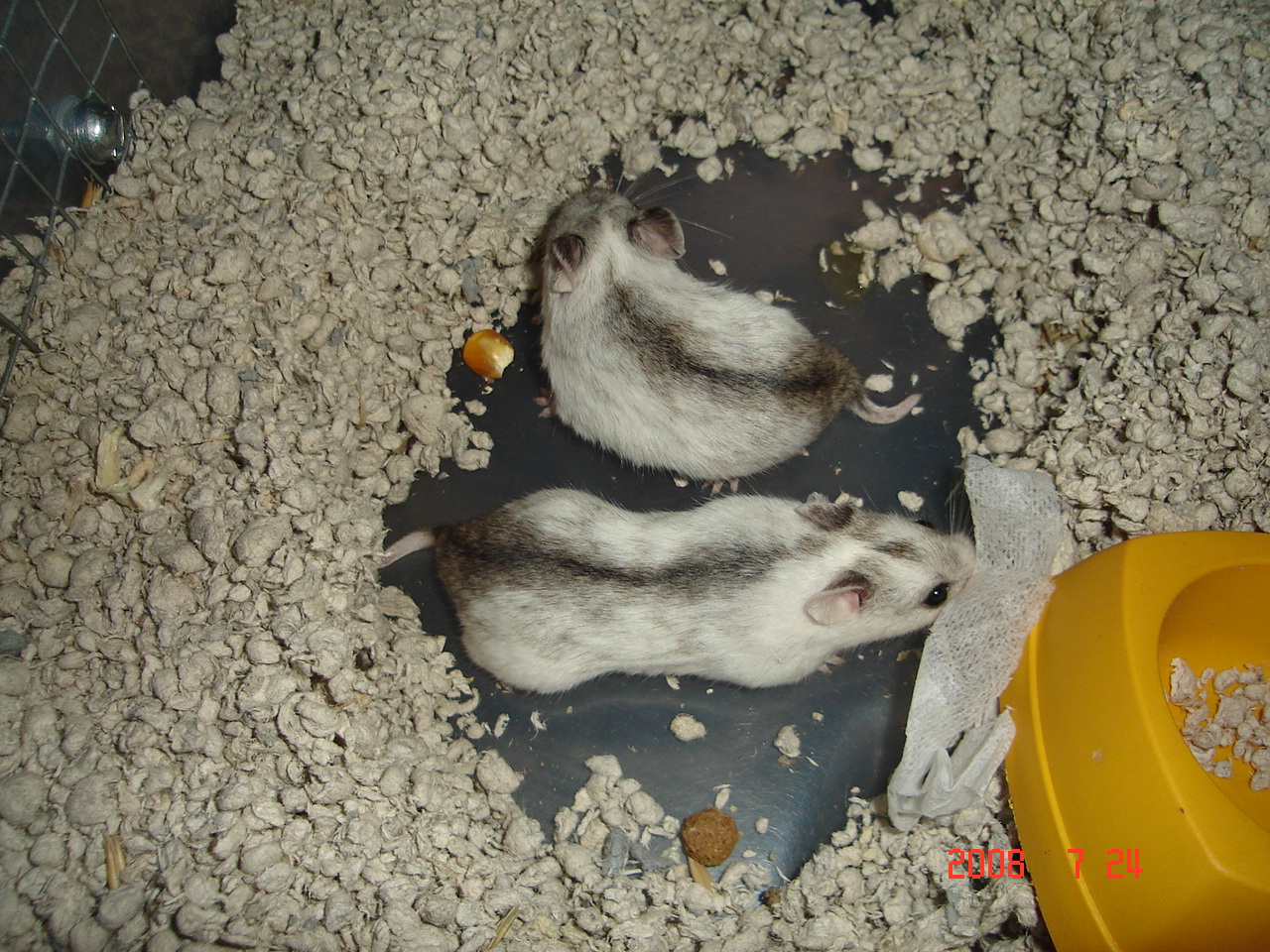
도미넌트 스팟